# Wu-Tang: Taste the Pain
Wu-Tang: Taste the Pain – gra komputerowa z gatunku bijatyk wydana w 1999 roku przez Activision. Postacie w grze bazują na członkach zespołu Wu-Tang Clan. W Ameryce Północnej gra znana jest pod nazwą Wu-Tang: Shaolin Style.

## Fabuła
Gra zaczyna się od sekwencji FMV, na której widać niewielką armię wojowników shaolin trenującą pod okiem Monga Zhu. Mong Zhu deklaruje, że zdobędzie tajemnice Wu-Tang. Następna sekwencja przenosi gracza na Staten Island w Nowym Jorku, gdzie dziewięciu uczniów – (RZA, GZA, Masta Killa, Raekwon, U-God, Method Man, Inspectah Deck, Ghostface Killah i Ol’ Dirty Bastard), Mistrza Xin ogląda film kung-fu. Nagle RZA pobiegł do pokoju, gdzie medytował Mitstrz Xin. Kiedy RZA wchodzi do pomieszczenia, okazuje się, że Mistrz Xin został porwany przez armię Monga Zhu. Wtedy grupa zaczyna poszukiwania mistrza. Pierwsze walki odbywają się na Staten Island, później akcja gry przenosi się do Chin. Pod koniec gry Mong Zhu odkrywa, gdzie ukryta jest tajemnica Wu-Tangu.

### Tajemnica Wu-Tang
Tajemnica Wu-Tang to spis wszystkich sekretnych technik sztuki Wu-Tang. Mistrz Xin całą tajemnicę Wu-Tang ma wytatuowaną na klatce piersiowej.
Kiedy Mong Zhu odkrywa, gdzie ukryta jest tajemnica Wu-Tang zabija Mistrza Xin.

## Rozgrywka
W grze można toczyć walki w trybie od dwóch do czterech graczy.

### Fatality
Funkcja dostępna tylko po wprowadzeniu specjalnego kodu przy starcie gry. Funkcja polega na tym, że po każdej skończonej walce włącza się animacja z brutalnym wykończeniem przeciwnika. Każdy z graczy posiada pięć takich akcji. To która z nich zostanie wykonana zależy od tego, jakim klawiszem na padzie gracz wykończy przeciwnika.

### 36 Chambers
Gracz może osiągnąć szereg celów, których nazwa "36 Chambers" wzięła się z debiutanckiej płyty zespołu i starego filmu kung-fu. Aby zebrać wszystkie 36 Chamber trzeba np: wykonywać długie combo.

## Ścieżka dźwiękowa
Ścieżka dźwiękowa do gry ukazała się 31 października 1999 roku razem z premierą gry i zawiera czternaście utworów większości wyprodukowanych przez RZA. Utwór "Rumble" użyty w grze znalazł się na debiutanckim albumie U-Goda zatytułowanym Golden Arms Redemption.

### Lista utworów
| Nr  | Tytuł utworu                            | Wykonanie                                      | Muzyka      | Długość |
| --- | --------------------------------------- | ---------------------------------------------- | ----------- | ------- |
| 1.  | „Wu World Order”                        | RZA, La the Darkman                            | RZA         | 3:33    |
| 2.  | „Rumble”                                | U-God, Method Man, Inspectah Deck, Leatha Face | True Master | 4:36    |
| 3.  | „Shaolin Temple”                        | Masta Killa                                    | RZA         | 2:26    |
| 4.  | „Back To 36 (Take It Back)”             | Tekitha                                        | RZA         | 3:05    |
| 5.  | „Wu World Order” (Instrumental)         |                                                | RZA         | 2:45    |
| 6.  | „Instrumental #1” (Instrumental)        |                                                | RZA         | 2:02    |
| 7.  | „Instrumental #2” (Instrumental)        |                                                | RZA         | 1:54    |
| 8.  | „Instrumental #3” (Instrumental)        |                                                | RZA         | 1:48    |
| 9.  | „Jungle Instrumental #1” (Instrumental) |                                                | RZA         | 0:23    |
| 10. | „Jungle Instrumental #2” (Instrumental) |                                                | RZA         | 0:43    |
| 11. | „Jungle Instrumental #3” (Instrumental) |                                                | RZA         | 0:40    |
| 12. | „Wu World Order” (Chorus Acapella)      | RZA, La the Darkman                            | RZA         | 0:21    |
| 13. | „Jungle Instrumental #4” (Instrumental) |                                                | RZA         | 3:02    |
|     |                                         |                                                |             | 27:18   |

## Odbiór w mediach
Oceny recenzentów były umiarkowane. Według serwisu GameRankings średnia ocena z recenzji wynosiła 68,10%.
| Gazeta/serwis           | Ocena     |
| ----------------------- | --------- |
| GameRankings            | 68,10%    |
| PSM Magazine            | 3,5 na 5  |
| PSX Magazine            | 8,9 na 10 |
| Electric Playground     | 7,5 na 10 |
| Electric Gaming Monthly | 4,5 na 10 |

## Edycja limitowana
Specjalnie na potrzeby gry Activision przygotowało kontroler w kształcie loga Wu-Tang Clanu (litera "W"). Pad nie posiadał funkcji wibracji ani gałek analogowych, a ze względu na swój charakterystyczny kształt był praktycznie bezużyteczny. Obecnie kontroler jest unikatem i skarbem dla kolekcjonerów.